# 150 ore per il diritto allo studio
Con l'espressione "150 ore per il diritto allo studio" si indica un istituto contrattuale che garantisce ai lavoratori dipendenti un monte ore massimo di permessi lavorativi retribuiti da impiegare in progetti ed attività riguardanti la propria formazione personale. Vennero introdotte in Italia per la prima volta nel 1973, in occasione del rinnovo del contratto nazionale degli operai metalmeccanici. Ufficialmente le 150 ore non sono mai state abolite, tuttavia la loro fruizione è venuta progressivamente meno nel corso degli anni, rimanendo legata al particolare contesto degli anni Settanta e delle grandi mobilitazioni. In compenso, in tempi successivi, sono state parzialmente sostituite da altre forme di lifelong learning.

## Storia

### Antecedenti
Un primo, rudimentale collegamento tra la sfera del lavoro e dell'educazione era stato delineato negli ultimi decenni del XIX secolo in seno alle prime forme associative di operai, ossia le società di mutuo soccorso, le quali avevano come scopo primario la solidarietà e l'assistenza economica tra lavoratori data l'assenza di un autentico stato sociale all'epoca. Queste società, come qualche decennio più tardi pure il Partito socialista, le camere del lavoro, le case del popolo, le federazioni di categoria e poi la Confederazione Generale del Lavoro, cercavano di supplire alla mancanza di iniziative e tutele da parte dello stato e delle aziende, ma fungevano anche da luoghi di socialità per il tempo libero e si occupavano di organizzare attività culturali, soprattutto inerenti alla scolarizzazione e all'alfabetizzazione degli operai.
A porre con maggior incisività l'accento sull'importanza della formazione anche intellettuale della classe operaia e popolare fu il pensiero di Antonio Gramsci, soprattutto durante il biennio rosso. Terminato il ventennio fascista e l'irrigidimento della società civile e del mondo del lavoro che il regime aveva comportato, alcune singolari figure ed esperienze sparse per l'Italia appena uscita dalla guerra contribuirono a spianare la strada: tra queste, Aldo Capitini ed i Centri di orientamento sociale, Danilo Dolci e il suo metodo maieutico, don Lorenzo Milani e la scuola di Barbiana. Frutto di quest'ultimo esperimento pedagogico, il libro Lettera a una professoressa edito nel 1967 costituiva una profonda critica all'impostazione della scuola dell'obbligo italiana dell'epoca, tanto da divenire un testo chiave conosciutissimo durante gli anni della rivolta studentesca.

### Cornice storica
A cavallo tra gli anni Sessanta e Settanta il mondo operaio era in pieno fermento. Il modello di produzione di stampo taylor-fordista si avviava verso la crisi e a partire dall’Autunno caldo venne contestato in misura sempre più massiccia dai lavoratori dell’industria. Questi, attraverso scioperi, proteste ed occupazioni, non solamente reclamavano migliori condizioni lavorative, ma mettevano in discussione e attaccavano spesso l’intera struttura capitalistica, considerata autoritaria, repressiva, eccessivamente gerarchizzata, rivendicando la propria centralità come persone e la propria identità come classe, dunque una decisa rivalutazione di carattere qualitativo del loro ruolo all'interno tanto della società quanto dei sistemi di produzione.
Il sindacato, attraverso le tre sigle maggiori, CGIL, CISL e UIL, che agivano in questi anni a livello unitario, si trovava di conseguenza in una posizione di forza nei confronti degli imprenditori e delle gerarchie aziendali, potendo così portare avanti numerose campagne e rivendicazioni, spesso con successo, soprattutto riguardanti i salari, l’orario e le condizioni di lavoro. Ben radicato nelle specifiche realtà industriali tramite i consigli di fabbrica ed intenzionato a marginalizzare i gruppi più radicali e sovversivi, esso ricoprì per tutto il decennio una funzione di primo piano nell'incanalare i conflitti e nel cercare soluzioni che esaudissero le richieste e le spinte del movimento operaio.

### La nascita delle 150 ore nel 1973
Contestualmente, iniziò ad emergere anche il tema della formazione e dell’educazione degli operai (qualunque fosse la loro età), i quali solitamente avevano fatto il loro ingresso in fabbrica ancora molto giovani e senza aver necessariamente conseguito il diploma di scuola media, talora nemmeno quello elementare. Lo stesso Statuto dei lavoratori (L. 300/1970), approvato sulla scia delle lotte di quegli anni, prevedeva un riconoscimento dei diritti di formazione e informazione dei lavoratori dipendenti. In un primo momento, l’attenzione su questo tema si rivolse principalmente ai lavoratori studenti, dunque ad una esigua minoranza rispetto al totale, ai quali si garantiva la possibilità di accedere a scuole serali o altri corsi che li portassero al conseguimento del diploma. La svolta si ebbe tra il 1972 ed il 1973, quando la Federazione lavoratori metalmeccanici (FLM) concretizzò la proposta di inserire nel proprio contratto collettivo nazionale di lavoro una clausola riguardante il diritto allo studio, la cui gestione e programmazione era assegnata collegialmente a sindacati ed aziende. Agli operai metalmeccanici, per primi, fu così garantita per l’anno scolastico 1973-1974 la possibilità di usufruire di 150 ore totali di permessi, distribuite nell’arco di un triennio, ma spendibili anche in un lasso di tempo più breve, per perfezionare la propria educazione in corsi che avessero una durata complessiva almeno doppia. Già a partire dagli anni immediatamente successivi il diritto allo studio venne esteso a numerosissime altre categorie professionali, dapprima dell'industria, poi anche ai ceti impiegatizi ed infine al settore pubblico. Il fenomeno finì per raggiungere in breve tempo una dimensione di massa e capillare, sebbene con diffusione maggiore nel Nord-Ovest del triangolo industriale e nel Centro-Nord a economia diffusa.
I corsi che vennero istituiti appositamente da sindacati, regioni, enti locali e Ministero della Pubblica Istruzione non necessariamente erano finalizzati ad una formazione di tipo scolastico (sebbene questa tipologia fosse destinata ad essere quella dominante a livello quantitativo) o professionale (anzi, il sindacato unitario era fortemente contrario all’ipotesi di trasformare questo istituto in uno strumento a vantaggio delle aziende, sacrificando la possibilità per i lavoratori di elevarsi culturalmente su altri versanti). L’obiettivo di questa esperienza assai innovativa era ambizioso e sfaccettato. Da un lato, si puntava a rendere la conoscenza e l’acculturazione prerogative alla portata di una platea ben più ampia di persone rispetto al passato, in direzione di una democratizzazione del sapere e di una valorizzazione dell’individuo e delle sue potenzialità umane, dunque in un’ottica di emancipazione. Questo processo "liberatorio" di democrazia sostanziale e di cittadinanza attiva era tuttavia pensato e vissuto come una esperienza collettiva di reciproco confronto e crescita, non individualistica. A fianco a questo livello di interpretazione delle 150 ore, vi era poi la volontà da parte operaia e sindacale di mettere in discussione la tradizionale gerarchia di fabbrica: il diritto alla conoscenza ed alla sua applicazione nell’organizzazione del lavoro doveva essere esteso anche a chi forniva semplicemente la propria manodopera. Concretamente, ciò doveva verificarsi in primis tramite l'attenuazione del divario esistente tra lavoro manuale e intellettuale, ossia tra operai ed impiegati e quadri. Infatti, la battaglia per il riconoscimento del diritto allo studio coincise sul piano temporale e fu complementare a quella riguardante l’“inquadramento unico”, cioè la ridefinizione delle categorie professionali in vista di una loro riduzione e di uno slancio maggiormente egualitario. Oltre all'apparato economico e produttivo vigente, l'altro bersaglio polemico di questa esperienza era il sistema scolastico italiano, ritenuto ancora estremamente chiuso, elitario, verticistico, quindi poco inclusivo, poco democratico.
Il sindacato scelse di dare la priorità al recupero del diploma della scuola dell’obbligo; le scuole pubbliche ospitarono corsi, pomeridiani o serali. Nei primi due anni 100.000 lavoratori metalmeccanici tornarono a scuola, seguiti tra il 1974 e il 1976 da altre categorie di lavoratori, poi da disoccupati e casalinghe. Una importante trasformazione fu determinata proprio dalla partecipazione delle donne. Allieve e insegnanti portarono all’interno dei corsi la loro esperienza di donne, di mogli, di madri 
.

### Sviluppi successivi e declino
Lo scenario sociale, politico e culturale innescato dagli eventi del Sessantotto e dell'Autunno caldo insieme all'azione unitaria dei maggiori sindacati furono le premesse che resero possibile la diffusione del diritto allo studio e quindi delle 150 ore in giro per l'Italia. Questo istituto contrattuale doveva la propria fortuna alla convergenza particolarmente favorevole di quell'epoca, dal momento che non godeva di una vera tutela rafforzativa di carattere legislativo. Infatti, dopo una rapida incubazione ed un breve periodo segnato dal successo di quest'iniziativa, capace di coinvolgere centinaia di migliaia di persone ogni anno in tutto il paese, a partire dagli anni Ottanta il fenomeno delle 150 ore vide un costante e sostanziale ridimensionamento. Il nuovo decennio, apertosi con la pesante sconfitta sindacale nella vertenza FIAT in seguito alla marcia dei quarantamila a Torino, inaugurava la fase del cosiddetto "riflusso" e vedeva l'arretramento del sindacato su posizioni difensive delle conquiste ottenute, nonché la fine dell'azione unitaria di CGIL, CISL e UIL nel 1984. D'altro canto, la stessa economia d'impresa stava subendo delle profonde trasformazioni, quali una tendenza al decentramento produttivo (dunque una riduzione delle dimensioni aziendali e delle grandi concentrazioni operaie) e alla delocalizzazione.
Le 150 ore persero allora progressivamente la loro carica innovativa, come i corsi universitari ed i seminari monografici, per puntare invece sull'alfabetizzazione, sul recupero della licenza di scuola media e sulla formazione e l'aggiornamento in ambito professionale, assumendo i connotati di un'esperienza più individualistica e finalizzata all'avanzamento della carriera personale. Su quest'ultimo versante, acquisì crescente importanza l'apprendimento dell'informatica e delle lingue straniere, in un contesto in cui il lavoro e le sue strutture andavano incontro a processi di automazione e globalizzazione. Allo stesso tempo, pur calando in misura significativa il numero di partecipanti, si allargò la fascia di persone che vi prendevano parte, includendo sempre più le casalinghe, i disoccupati, gli stranieri, i lavoratori precari e le utenze più marginali del mercato del lavoro, ma specialmente si registrava l'incremento massiccio degli impiegati del settore pubblico. In varie città il tentativo di dare un’autonomia, culturale e organizzativa, ai corsi di 150 ore delle donne, culmina nella creazione di libere università come il Virginia Woolf di Roma e la Libera Università delle donne di Milano .
A controbilanciare il crescente disimpegno dei sindacati nel promuovere il tema dell'educazione fu, tra gli anni Ottanta e Novanta, soprattutto l'iniziativa delle regioni e degli altri enti locali, a fianco o in collaborazione ad esempio alle università popolari. Nel 1997 si giunse ad una nuova sistemazione organizzativa con l'istituzione dei Centri territoriali permanenti per l'educazione degli adulti (CTP), soppiantati nel 2012 dai nuovi Centri provinciali per l'istruzione degli adulti (CPIA). Come indica la nomenclatura, in tempi recenti il lessico ha subito uno slittamento dal termine "educazione" a quello di "istruzione", sottintendendo genericamente una riduzione o semplificazione dei settori della conoscenza coinvolti.

## Caratteristiche
Al momento della loro istituzione, la programmazione e la gestione a livello contrattuale dei congedi per il diritto allo studio erano affidate collegialmente ai sindacati ed alle imprese. L'offerta era stabilita dai sindacati, da enti pubblici e locali, ministero, scuole ed università, mentre l'adesione e la scelta dei corsi erano libere e volontarie a carico dei singoli lavoratori. Sebbene si parli genericamente di "150 ore", spettanti agli operai metalmeccanici, i primi a vedersele riconosciute, in realtà il monte ore di permessi retribuiti e le modalità per usufruirne variavano a seconda di quanto prevedevano i contratti delle differenti categorie, talvolta sensibilmente (dalle 50 per i lavoratori del vetro alle 200 per i chimici del gruppo IRI, ad esempio).
All'interno del ricco panorama di corsi e attività disponibili nel periodo di maggiore slancio delle 150 ore, la possibilità di recuperare gli anni della scuola dell'obbligo, quella media in particolare, ebbe sui lavoratori la presa più forte. Complicato e assai limitato fu invece l'accesso all'istruzione superiore di secondo grado, un sistema più chiuso e rigido, non toccato da riforme come quella che alla fine del 1962 aveva dato vita alla scuola media unificata. Accanto al filone maggioritario dei corsi scolastici e di alfabetizzazione, vi furono esperienze di partecipazione, per quanto di nicchia, a corsi e seminari in alcune università inerenti a tematiche di storia economica, diritto del lavoro, storia del movimento sindacale, medicina del lavoro, psicologia del lavoro, organizzazione aziendale, sviluppo economico. Infine, venivano organizzati cicli monografici di lezioni e incontri aventi per oggetto il rapporto tra lavoro e sicurezza, lavoro e salute, lavoro e ambiente, oppure la condizione di genere. Questi ultimi costituirono una novità dirompente e rilevantissima in anni in cui il movimento femminista in Italia godeva di grande diffusione e visibilità; le donne, che fossero operaie, impiegate, disoccupate o casalinghe, si ritrovavano a discutere ed approfondire temi come la parità genere, la condizione femminile rispetto al lavoro (domestico e non), il corpo e la sessualità, il tempo libero, rendendo manifesti i risvolti assolutamente innovativi derivanti da questa tipologia di formazione.
I luoghi privilegiati per i corsi furono quindi le scuole e, pur molto meno, le università. Tuttavia, era chiaro per gli insegnanti coinvolti che i percorsi scolastici per adulti non potevano configurarsi come una semplice replica, sia nei contenuti che nell'impostazione, di quelli per ragazzi, a differenza di quanto invece avveniva nelle scuole serali di impianto convenzionale. L'approccio didattico e metodologico risultò quindi qualitativamente diverso, sviluppando delle peculiarità: nell'interazione con gli studenti lavoratori si tendeva a dare impulso alla dimensione autobiografica, facendo emergere spesso le proprie origini famigliari (soprattutto nel caso delle numerose storie di migrazioni interne al paese), il proprio vissuto, il motivo della presenza ai corsi. Un'altra caratteristica sperimentale consisteva nel proposito di dare un'educazione più pratica, utile nel concreto e nella quotidianità: ad esempio, gli insegnamenti di aritmetica e contabilità potevano prendere avvio dall'imparare a leggere correttamente le proprie buste paga, i grafici e le percentuali, i meccanismi di cottimo e di tassazione.